# 塞納氏尖鋸脂鯉
塞納氏尖鋸脂鯉，為輻鰭魚綱脂鯉目的其中一個種。分布於南美洲巴西Jari河流域，體長可達13.2公分。

## 扩展阅读
維基物種上的相關：塞納氏尖鋸脂鯉